# Pete Docter
Peter Hans Docter, mas conhecido como Pete Docter (Bloomington, 9 de outubro de 1968), é um cineasta, argumentista e produtor de cinema norte-americano. É mais conhecido pela direção no grande sucesso dos estúdios Pixar, Monsters, Inc.. Foi formado na escola John F. Kennedy, e tem ascendência dinamarquesa.

## História
Faz trabalhos para os estúdios americanos da Pixar, Docter trabalhava com animações non-CGI. Um de seus principais trabalhos é a série Next Door, além de Palm Springs e Winter. É casado com Amanda Docter, com quem têm dois filhos, Nick e Ellie (Nicholas e Elizabeth). Além disso, dirigiu um dos maiores sucessos da Pixar, Monsters, Inc.. Pete Docter contribuiu com os mais bem sucedidos filmes de animação em todo o mundo. Um deles é a série de filmes Toy Story, em que ele contribuiu animando ambas as produções e escrevendo todo o contexto do enredo. Além de trabalhar em A Bug's Life e Monsters, Inc.. Ele também contribuiu com um dos extras do DVD do filme The Incredibles, Mr. Incredible and Pals (Sr. incrível e Companheiros). Ele fez a movimentação da boca do Sr. Incrível, além de atuar com algumas das falas. Também contribuiu com vários dos filmes da Pixar, ajudando seus colegas Andrew Stanton, o falecido Joe Ranft e o chefe-criativo da Pixar, John Lasseter, em várias das produções já lançadas. Seu trabalho como diretor de filme de animação mais recente é Up (no Brasil, Up! Altas Aventuras; em Portugal Up! Altamente), 10.ª longa-metragem de animação produzida pelos estúdios Pixar lançada nos Estados Unidos em 29 de Maio de 2009, no Brasil em 9 de Setembro e em portugal a 13 de Agosto do mesmo ano, Docter é um cristão devoto, porém não tem planos para fazer um filme com uma mensagem explicitamente religiosa, em 2009 após o sucesso de Up, ele declarou na revista Christianity Today, que até agora teve "uma vida abençoada"..

## Filmografia
- Soul (2020) - Diretor/História
- Inside Out (2015) - Diretor/História
- Up (2009) - Diretor
- WALL·E (2008) - História
- Mike's New Car (2002) - Diretor/História
- Monsters, Inc. (2001) - Diretor/História
- Toy Story 2 (1999) - História/Animação
- Toy Story (1995) - História/Animação